# 亀崎英敏
亀崎 英敏（かめざき ひでとし、1943年4月1日 - ）は、日本の実業家。台湾三菱商事会社代表取締役社長、三菱商事代表取締役副社長、日本銀行政策委員会審議委員などを務めた。

## 人物・経歴
福岡県みやま市山川町出身。1962年福岡県立山門高等学校卒業。1966年横浜国立大学経済学部卒業、三菱商事入社。1990年ハーバード大学ハーバード・ビジネス・スクールAMP修了。東ベルリン駐在首席を経て、1991年早稲田大学教育学部非常勤講師。1992年海外業務第二部長、1995年米欧業務部長、1996年企画業務部長、1998年米国三菱商事会社エグゼクティブヴァイスプレジデント、2001年台湾三菱商事会社代表取締役社長、2002年三菱商事常務執行役員（地域戦略担当）。2005年三菱商事代表取締役副社長。2007年から日本銀行政策委員会審議委員を務め、「金利水準の調整を検討すべき局面に差し掛かりつつあるのではないか」と利上げを提案するなどした。2012年三菱商事常勤顧問、APECビジネス諮問委員会。2015年横浜国立大学経営協議会委員、横浜国立大学学長選考会議委員。2020年コーチ・エィ取締役。